# Grand Prix de Macao de Formule 3 2010

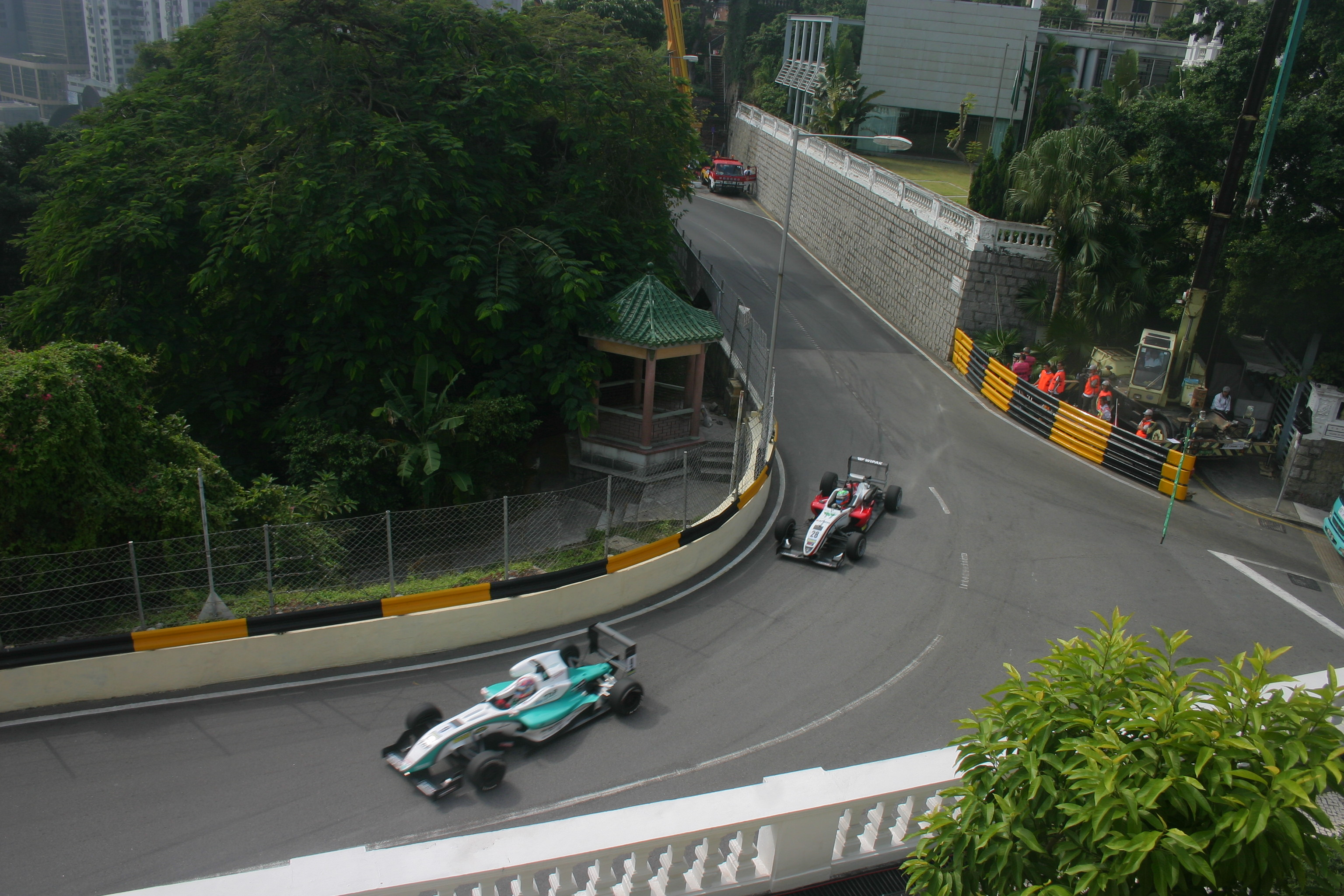
Les pilotes Yuji Kunimoto et Valtteri Bottas aux essais du Grand Prix de Macao 2010

Le Grand Prix de Macao de Formule 3 2010 est la 57e édition de l'épreuve macanaise réservée aux monoplaces de Formule 3. Elle s'est déroulée du 18 au 21 novembre 2010 sur le tracé urbain de Guia.

## Engagés
| Écurie                          | Voiture              | no | Pilotes                |
| ------------------------------- | -------------------- | -- | ---------------------- |
| Signature                       | Dallara Volkswagen   | 1  | Edoardo Mortara        |
| Signature                       | Dallara Volkswagen   | 2  | Marco Wittmann         |
| Signature                       | Dallara Volkswagen   | 3  | Laurens Vanthoor       |
| Signature                       | Dallara Volkswagen   | 4  | Daniel Abt             |
| Carlin Motorsport               | Dallara Volkswagen   | 5  | Jean-Éric Vergne       |
| Carlin Motorsport               | Dallara Volkswagen   | 6  | James Calado           |
| Carlin Motorsport               | Dallara Volkswagen   | 7  | Jazeman Jaafar         |
| Carlin Motorsport               | Dallara Volkswagen   | 8  | António Félix da Costa |
| Team Tom's                      | Dallara Toyota-Tom's | 9  | Yuji Kunimoto          |
| Team Tom's                      | Dallara Toyota-Tom's | 10 | Rafael Suzuki          |
| Räikkönen Robertson Racing      | Dallara Mercedes-HWA | 11 | Alexander Sims         |
| Räikkönen Robertson Racing      | Dallara Mercedes-HWA | 12 | Felipe Nasr            |
| Räikkönen Robertson Racing      | Dallara Mercedes-HWA | 13 | Michael Ho             |
| Räikkönen Robertson Racing      | Dallara Mercedes-HWA | 14 | Rio Haryanto           |
| Prema Powerteam                 | Dallara Mercedes-HWA | 15 | Daniel Juncadella      |
| Prema Powerteam                 | Dallara Mercedes-HWA | 16 | Roberto Merhi          |
| Prema Powerteam                 | Dallara Mercedes-HWA | 28 | Valtteri Bottas        |
| Fortec Motorsport               | Dallara Mercedes-HWA | 17 | Oliver Webb            |
| Fortec Motorsport               | Dallara Mercedes-HWA | 18 | William Buller         |
| Fortec Motorsport               | Dallara Mercedes-HWA | 19 | Lucas Foresti          |
| Toda Racing                     | Dallara Honda-Toda   | 20 | Alexandre Imperatori   |
| Three Bond Racing               | Dallara Nissan       | 21 | Yuhi Sekiguchi         |
| Hanashima Racing                | Dallara Toyota       | 22 | Hideki Yamauchi        |
| Hitech Racing                   | Dallara Volkswagen   | 23 | Carlos Huertas         |
| Hitech Racing                   | Dallara Volkswagen   | 24 | Carlos Muñoz           |
| Motopark Academy                | Dallara Volkswagen   | 26 | Renger Van der Zande   |
| Motopark Academy                | Dallara Volkswagen   | 27 | Kimiya Sato            |
| Sino Vision Racing              | Dallara Mercedes-HWA | 29 | Adderly Fong           |
| CF Racing with Manor Motorsport | Dallara Mercedes-HWA | 30 | Hywel Lloyd            |
| Performance Racing              | Dallara Volkswagen   | 32 | Felix Rosenqvist       |

## Qualification
La qualification a été remportée par l'Italien Edoardo Mortara avec un temps de 2 min 11 s 165.
| 1re ligne : | 1re ligne : | 1.Edoardo Mortara ( Italie) 2 min 11 s 165           | 2.Valtteri Bottas ( Finlande) 2 min 11 s 383      |
| 2e ligne :  | 2e ligne :  | 3.Laurens Vanthoor ( Belgique) 2 min 11 s 594        | 4.Daniel Abt ( Allemagne) 2 min 11 s 919          |
| 3e ligne :  | 3e ligne :  | 5.Marco Wittmann ( Allemagne) 2 min 11 s 937         | 6.Roberto Merhi ( Espagne) 2 min 12 s 063         |
| 4e ligne :  | 4e ligne :  | 7.Felix Rosenqvist ( Suède) 2 min 12 s 664           | 8.Renger Van der Zande ( Pays-Bas) 2 min 12 s 682 |
| 5e ligne :  | 5e ligne :  | 9.Daniel Juncadella ( Espagne) 2 min 12 s 861        | 10.Jean-Éric Vergne ( France) 2 min 13 s 042      |
| 6e ligne :  | 6e ligne :  | 11.António Félix da Costa ( Portugal) 2 min 13 s 511 | 12.Carlos Huertas ( Colombie) 2 min 12 s 543*     |
| 7e ligne :  | 7e ligne :  | 13.Jazeman Jaafar ( Malaisie) 2 min 13 s 520         | 14.Hywel Lloyd ( Royaume-Uni) 2 min 13 s 536      |
| 8e ligne :  | 8e ligne :  | 15.Felipe Nasr ( Brésil) 2 min 13 s 576              | 16.Alexandre Imperatori ( Suisse) 2 min 13 s 752  |
| 9e ligne :  | 9e ligne :  | 17.Rafael Suzuki ( Brésil) 2 min 14 s 733            | 18.James Calado ( Royaume-Uni) 2 min 13 s 609*    |
| 10e ligne : | 10e ligne : | 19.Oliver Webb ( Royaume-Uni) 2 min 13 s 651*        | 20.Alexander Sims ( Royaume-Uni) 2 min 13 s 261** |
| 11e ligne : | 11e ligne : | 21.Carlos Muñoz ( Colombie) 2 min 14 s 660*          | 22.Rio Haryanto ( Indonésie) 2 min 14 s 860       |
| 12e ligne : | 12e ligne : | 23.Lucas Foresti ( Brésil) 2 min 14 s 743*           | 24.Yuji Kunimoto ( Japon) 2 min 15 s 338          |
| 13e ligne : | 13e ligne : | 25.Kimiya Sato ( Japon) 2 min 15 s 671               | 26.Michael Ho ( Macao) 2 min 16 s 314             |
| 14e ligne : | 14e ligne : | 27.Yuhi Sekiguchi ( Japon) 2 min 14 s 826*           | 28.William Buller ( Royaume-Uni) 2 min 14 s 855*  |
| 15e ligne : | 15e ligne : | 29.Hideki Yamauchi ( Japon) 2 min 15 s 209*          | 30.Adderly Fong ( Hong Kong) 2 min 18 s 942       |

(*) Lors de Q1, huit pilotes (Carlos Huertas, Yuhi Sekiguchi, Carlos Muñoz, William Buller, Lucas Foresti, James Calado, Oliver Webb et Hideki Yamauchi) ont reçu une pénalité de cinq places sur la grille pour la course de qualification pour ne pas avoir suffisamment ralenti ou avoir dépassé sous drapeaux jaunes, déployés à la suite de l’accident de Jazeman Jaafar.
(**) Alexander Sims a reçu une pénalité de dix places sur la grille pour la course de qualification pour un changement de moteur.

## Course de qualification
| Pos. | Pilote                 | Voiture                  | Tours | Temps/Écart     |
| ---- | ---------------------- | ------------------------ | ----- | --------------- |
| 1    | Edoardo Mortara        | Dallara Volkswagen       | 10    | 22 min 14 s 842 |
| 2    | Laurens Vanthoor       | Dallara Volkswagen       | 10    | + 2 s 342       |
| 3    | Daniel Abt             | Dallara Volkswagen       | 10    | + 9 s 914       |
| 4    | Valtteri Bottas        | Dallara Mercedes-HWA     | 10    | + 9 s 647       |
| 5    | Marco Wittmann         | Dallara Volkswagen       | 10    | + 18 s 766      |
| 6    | Renger Van der Zande   | Dallara Volkswagen       | 10    | + 20 s 001      |
| 7    | Jean-Éric Vergne       | Dallara Volkswagen       | 10    | + 20 s 709      |
| 8    | Carlos Huertas         | Dallara Volkswagen       | 10    | + 21 s 312      |
| 9    | António Félix da Costa | Dallara Volkswagen       | 10    | + 26 s 268      |
| 10   | Daniel Juncadella      | Dallara Mercedes-HWA     | 10    | + 27 s 576      |
| 11   | Felix Rosenqvist       | Dallara Volkswagen       | 10    | + 31 s 265      |
| 12   | Felipe Nasr            | Dallara Mercedes-HWA     | 10    | + 35 s 510      |
| 13   | Jazeman Jaafar         | Dallara Volkswagen       | 10    | + 36 s 516      |
| 14   | Rio Haryanto           | Dallara Mercedes-HWA     | 10    | + 43 s 046      |
| 15   | Lucas Foresti          | Dallara Mercedes-HWA     | 10    | + 50 s 375      |
| 16   | Carlos Muñoz           | Dallara Volkswagen       | 10    | + 50 s 894      |
| 17   | Yuji Kunimoto          | Dallara Toyota           | 10    | + 51 s 266      |
| 18   | Rafael Suzuki          | Dallara Toyota           | 10    | + 52 s 066      |
| 19   | William Buller         | Dallara Mercedes-HWA     | 10    | + 53 s 481      |
| 20   | Yuhi Sekiguchi         | Dallara Nissan           | 10    | + 53 s 732      |
| 21   | Hideki Yamauchi        | Dallara-Hanashima-Toyota | 10    | + 53 s 956      |
| 22   | Roberto Merhi          | Dallara Mercedes-HWA     | 10    | + 55 s 035      |
| 23   | Adderly Fong           | Dallara Mercedes-HWA     | 10    | + 56 s 503      |
| 24   | Michael Ho             | Dallara Mercedes-HWA     | 10    | 1 min 03 s 091  |
| 25   | Kimiya Sato            | Dallara Volkswagen       | 9     | + 1 tour        |
| Ab.  | Alexandre Imperatori   | Dallara Honda-Toda       | 8     | Accident        |
| Ab.  | Hywel Lloyd            | Dallara Volkswagen       | 2     | Accident        |
| Ab.  | Oliver Webb            | Dallara Mercedes-HWA     | 0     | Accident        |
| Ab.  | James Calado           | Dallara Volkswagen       | 0     | Accident        |
| Ab.  | Alexander Sims         | Dallara Mercedes-HWA     | 0     | Accident        |

Légende:
- Ab. = Abandon

- Meilleur tour : Laurens Vanthoor en 2 min 11 s 934 (166,99 km/h) au 4e tour.

## Classement
| Pos. | Pilote                 | Voiture-écurie-moteur | Tours | Temps/Écart     | Gain de place |
| ---- | ---------------------- | --------------------- | ----- | --------------- | ------------- |
| 1    | Edoardo Mortara        | Dallara Volkswagen    | 15    | 30 min 09 s 753 | =             |
| 2    | Laurens Vanthoor       | Dallara Volkswagen    | 15    | + 2 s 120       | =             |
| 3    | Valtteri Bottas        | Dallara Mercedes-HWA  | 15    | + 3 s 156       | +1            |
| 4    | Marco Wittmann         | Dallara Volkswagen    | 15    | + 6 s 230       | +1            |
| 5    | Renger Van der Zande   | Dallara Volkswagen    | 15    | + 10 s 631      | +1            |
| 6    | António Félix da Costa | Dallara Volkswagen    | 15    | + 13 s 173      | +3            |
| 7    | Jean-Éric Vergne       | Dallara Volkswagen    | 15    | + 16 s 508      | =             |
| 8    | Roberto Merhi          | Dallara Mercedes-HWA  | 15    | + 19 s 313      | +14           |
| 9    | Felix Rosenqvist       | Dallara Volkswagen    | 15    | + 20 s 343      | +2            |
| 10   | Carlos Huertas         | Dallara Volkswagen    | 15    | + 21 s 362      | -2            |
| 11   | Felipe Nasr            | Dallara Mercedes-HWA  | 15    | + 22 s 994      | +1            |
| 12   | Alexandre Imperatori   | Dallara Mugen         | 15    | + 23 s 926      | +14           |
| 13   | Hideki Yamauchi        | Dallara Toyota        | 15    | + 25 s 486      | +8            |
| 14   | Jazeman Jaafar         | Dallara Volkswagen    | 15    | + 25 s 989      | -1            |
| 15   | William Buller         | Dallara Mercedes-HWA  | 15    | + 31 s 563      | +4            |
| 16   | Yuji Kunimoto          | Dallara Toyota        | 15    | + 36 s 143      | +1            |
| 17   | Rafael Suzuki          | Dallara Toyota        | 15    | + 36 s 621      | +1            |
| 18   | Oliver Webb            | Dallara Mercedes-HWA  | 15    | + 41 s 413      | +10           |
| 19   | James Calado           | Dallara Volkswagen    | 15    | + 41 s 753      | +10           |
| 20   | Yuhi Sekiguchi         | Dallara Nissan        | 15    | + 46 s 198      | =             |
| 21   | Adderly Fong           | Dallara Mercedes-HWA  | 15    | + 46 s 336      | +2            |
| 22   | Lucas Foresti          | Dallara Mercedes-HWA  | 15    | + 46 s 731      | -7            |
| 23   | Hywel Lloyd            | Dallara Mercedes-HWA  | 15    | + 49 s 720      | +4            |
| 24   | Kimiya Sato            | Dallara Volkswagen    | 15    | + 52 s 555      | +1            |
| Ab.  | Daniel Abt             | Dallara Volkswagen    | 2     | Accident        | -22           |
| Ab.  | Daniel Juncadella      | Dallara Mercedes-HWA  | 0     | Accident        | -16           |
| Ab.  | Rio Haryanto           | Dallara Mercedes-HWA  | 0     | Collision       | -12           |
| Ab.  | Carlos Muñoz           | Dallara Volkswagen    | 0     | Collision       | -12           |
| Ab.  | Michael Ho             | Dallara Mercedes-HWA  | 0     | Collision       | -5            |
| Ab.  | Alexander Sims         | Dallara Mercedes-HWA  | 0     | Collision       | =             |

Légende :
- Ab. = Abandon
- Meilleur tour : Edoardo Mortara en 2 min 11 s 480 (167,56 km/h) au 11e tour.